# Státní znak Středoafrické republiky
Státní znak Středoafrické republiky se skládá ze štítu uprostřed, dvou vlajek na okrajích a slunce, vycházejícího zpoza štítu. Nad štítem je umístěna stuha a pod štítem medaile a další stuha.[ujasnit]

## Symbolika
Slon a baobab představují přírodu a pevnost charakteru země. Zlatá hvězda umístěná na mapě Afriky symbolizuje polohu státu ke kontinentu. Ruka, znázorněná na štítu v pravém dolním rohu, je symbolem vládnoucí strany z roku 1963. Vlevo dole jsou tři diamanty poukazující na nerostné bohatství země. Medaile pod štítem je vyznamenáním.